# 福知山市消防本部
福知山市消防本部（ふくちやまししょうぼうほんぶ）は、京都府福知山市の消防部局（消防本部）。管轄区域は福知山市全域。

## 概要
- 消防本部：福知山市東羽合町46-1
  - 消防署：福知山市東羽合町46-1
  - 東分署 : 福知山市長田野町3-12-2
  - 北分署 : 福知山市字牧471-1
- 管内面積：552.57km2
- 職員定数：130人
- 消防監：1
- 消防司令長：2
- 消防司令：25
- 消防司令補：13
- 消防士長：59
- 消防副士長：0
- 消防士：28
- その他消防職員：1

### 主力機械となる車両
- 消防ポンプ車：5台（CD - I型）
- 水槽付きポンプ車：１台（水I - A型）
- 化学車：1台（II型）
- 屈折梯子付きポンプ車25m級：1台
- 救助工作車：1台
- 高規格救急車：6台
- 指令車：1台
- 指揮隊車：1台
- 指揮広報車：2台
- 支援車：1台
- 救援車：1台
- 搬送車：1台
- 軽積載車：1台
- 広報車：1台
- 連絡車：1台
- 査察車：1台
- 防火指導車：1台
- 防災広報車：1台
- 防災学習車：1台
- 資材搬送車：3台
- 重機・重機運搬車：各1台　総務省消防庁貸与車両
- 機動装備車：1台　総務省消防庁貸与車両

### 緊急消防援助隊
緊急消防援助隊登録部隊（消火2・他特（はしご車）1・後方支援1・ 救急1・救助1）

## 沿革
- 1948年1月6日 - 福知山市消防団常置消防部を設ける
- 1949年12月15日 - 2,000ℓ水槽付ポンプ車を購入配置
- 1950年11月23日 - 指令車を購入配置
- 同12月20日 - 1,500ℓ水槽付ポンプ車を購入配置 タンク車２台、普通ポンプ車１台
- 1955年1月1日 - 消防本部に消防署を併設。1署3係体制
- 1956年3月31日 - ジープ型ポンプ車を購入配置 国消 FM-１型無線を配置
- 1960年3月5日 - 普通ポンプ車を購入配置（更新）
- 1970年11月13日 - 大型ポンプ車を購入配置（更新）
- 1972年3月15日 - 大型救急車の寄贈を受ける
- 1973年12月13日 - 消防ポンプ自動車（ＢＤ－Ⅰ型）を購入配置（更新）
- 1974年5月23日 - 指令車を購入配置（更新）
- 1975年2月27日 - 化学車（Ⅲ型）を購入配置 消防ポンプ自動車（ＢＤ－Ⅰ型）を購入配置（更新）
- 1976年2月26日 - 救急車（２Ｂ）の寄贈を受ける
- 同6月14日 - 消防本部を新市庁舎へ移す
- 1977年7月19日 - 指揮車を購入配置
- 1979年3月31日 - 福知山消防署庁舎改修
- 1980年1月23日 - 普通消防ポンプ自動車（ＢＤ－Ⅰ型）を購入配置
- 1981年1月23日 - 1市3町広域消防調印式挙行
- 同3月9日 - 普通消防ポンプ自動車（ＣＤ－Ⅰ型）を購入配置（更新）
- 3月11日 - 救急自動車（３Ｂ）の寄贈を受ける
- 3月31日 - 救急車を購入配置する
- 4月1日 - 1市3町広域消防体制発足（事務委託方式）
- 9月11日 - 福知山消防署東分署庁舎完成・福知山消防署北分署庁舎完成
- 9月21日 - 救急車・広報車の寄贈を受け、北分署に配置
- 9月24日 - 普通消防ポンプ自動車（ＢＤ－Ⅰ型）を２台購入、２分署に配置
- 9月30日 - 広報車を購入し、東分署に配置
- 11月20日 - 消防ポンプ自動車（ＢＤ－Ⅰ型）を購入配置（更新）
- 1982年12月11日 - はしご付消防ポンプ自動車（24m 級）を購入し消防署に配置
- 1983年3月31日 - 小型動力ポンプ（Ｃ－1 級）を購入し、２分署に配置
- 1984年3月30日 - 救助工作車を購入し、消防署に配置
- 同3月31日 - 指令車、救急車（２Ｂ型）を購入配置（更新）
- 1986年3月31日 - 水槽付消防ポンプ自動車（水－Ⅱ型Ａ級）を購入し、消防署に配置（更新）
- 1987年1月17日 - 救急車（２Ｂ型・４ＷＤ）の寄贈を受ける
- 同3月18日 - 舞鶴自動車道、消防救急業務体制発足
- 1988年10月5日 - 消防指揮車を購入し、消防署に配置（更新）
- 1989年12月4日 - 消防ポンプ自動車（ＣＤ－Ⅰ型・４ＷＤ）を購入し、消防署に配置（更新） 広報車の寄贈を受ける
- 1990年3月31日 - 救急車（２Ｂ型・４ＷＤ）の寄贈を受ける
- 1991年8月20日 - 救急車（２Ｂ型・４ＷＤ）の寄贈を受ける
- 1992年2月5日 - 水槽付消防ポンプ自動車（水－Ⅱ型Ａ級）を購入し、東分署に配置
- 同11月25日 - 消防ポンプ自動車（ＣＤ－Ⅰ型・４ＷＤ）を購入し、消防署に配置（更新）
- 1993年1月30日 - 広報車を購入し、北分署に配置（更新）
- 同9月17日 - 化学車（Ⅱ型）の寄贈を受ける
- 9月13日 - 広報車を購入し、東分署に配置（更新）
- 11月11日 - 消防ポンプ自動車（ＣＤ－Ⅰ型・４ＷＤ）を購入し、消防署に配置（更新）
- 1995年1月18日 - 兵庫県南部地震による応援出動
- 同1月23日 - 指令車を購入し、消防本部に配置（更新）
- 1996年1月22日 - 消防ポンプ自動車（ＣＤ－Ⅰ型）を購入し、東分署に配置（更新）
- 同3月31日 - 高規格救急車を購入し、消防署に配置（高度救急業務運用開始）
- 4月30日 - 査察車寄贈を受ける
- 11月14日 - 消防署通信指令室併用福知山市防災センター増築工事着手
- 1997年10月12日 - 自治体消防制度50周年、市制施行60周年記念行事（消防フェア福知山）開催
- 同11月28日 - 高規格救急車（トヨタハイメディック）を購入し、消防署に配置
- 1998年3月3日 - 福知山市防災センター竣工
- 同4月1日 - 消防緊急通信指令施設（I型）運用開始
- 1999年7月1日 - 高規格救急車（ニッサンパラメディック）を購入し、北分署に配置
- 2001年3月22年 - 消防資材搬送車寄贈を受ける
- 同3月23日救助工作車を購入し、消防署に配置（更新）
- 2002年2月28日 - 水槽付消防ポンプ自動車（水Ⅰ－Ａ型）を購入し、消防署に配置（更新）
- 同12月16日 - はしご付消防ポンプ自動車（30ｍ級水路付）を購入し、消防署に配置（更新）
- 2003年12月1日 - 消防ポンプ自動車（ＣＤ－Ⅰ型）を購入し、消防署に配置（更新）
- 2004年4月2日 - 指揮隊車寄贈を受ける
- 2005年3月29日 - 高規格救急自動車（ニッサンパラメディック）を購入し東分署に配置（更新）
- 2006年1月1日 - 福知山市と三和町、夜久野町及び大江町が合併。広域受託消防体制を解消
- 2007年2月1日 - 消防ポンプ自動車（水槽付ＣＤ－Ⅰ型）を購入し、北分署に配置
- 2009年3月23日 - 高規格救急自動車（トヨタハイメディック）を購入し消防署に配置（更新）
- 2010年6月1日 - 消防ポンプ自動車（ＣＤ－１型）を購入し、東分署に配置（更新）
- 同10月14日 - 高規格救急自動車（トヨタハイメディック）の寄贈を受ける
- 2011年3月1日 - 高規格救急自動車（トヨタハイメディック）を購入し、東分署に配置（更新）
- 同4月1日 - 北分署機構改正。増員（分署長以下 22 名）、および昨年度寄贈の高規格救急自動 車を配置し、救急２隊運用を開始する
- 2012年3月29日 - 鉄骨造2階建庁舎「福知山市消防防災センター」 竣工
- 同5月1日 - 消防本部・消防署・消防団本部を「福知山市消防防災センター」に移し、「福知山市消防防災センター」及び「福知山市防災広場」の運用開始
- 2013年3月6日 - 総務省消防庁より緊急消防援助隊後方支援隊用車両として機動装備車の無償貸与を受ける
- 同10月24日 - 京都府立消防学校北部訓練拠点開設式 、京都府北部地域消防団員等の訓練拠点として消防防災センターの供用を開始
- 2014年4月1日 - 消防署に指揮隊車を配置し、24 時間常駐の指揮隊の運用を開始する 消防救急デジタル無線運用開始
- 2015年3月17日 - 水槽付消防ポンプ自動車（１-A 型）を購入し、消防署に配置(更新)
- 同9月9日 - 福知山市まちかど安心ステーション開設
- 2016年1月18日 - 高規格救急自動車（トヨタハイメディック）を購入し、消防署に配置（更新）
- 同3月25日 - 指令車を購入し、消防本部に配置（更新）
- 4月1日 - 消防署機構改革。4課2分署12係体制
- 4月16日 - 熊本地震発生に伴い、緊急消防援助隊として出動
- 2017年4月10日 - 災害対応特殊消防ポンプ自動車（CD-I 型）を購入し、消防署北分署に配置（更新）
- 同9月22日 - 支援車を購入し、消防署に配置（更新）
- 2018年4月1日 - 消防本部機構改革。本部3課6係、署4課2分署14係体制
- 2019年2月18日 - 救助工作車を購入し、消防署に配置（更新）
- 同2月22日 - 高規格救急自動車（トヨタハイメディック）を購入し、東分署に配置（更新）
- 2020年3月30日 - 総務省消防庁より緊急消防援助隊土砂風水害機動支援部隊用車両として重機搬送車と重機の無償貸与を受ける
- 同4月1日 - 京都府中・北部地域消防指令センター共同運用準備委員会を設置
- 4月8日 - 新型インフルエンザ等特別措置法に基づく、福知山市新型コロナウイルス感染症 対策本部を設置
- 4月16日 - 新型インフルエンザ等特別措置法に基づく、新型コロナウイルス感染症対策に関する緊急事態宣言の区域が全国に拡大され、京都府については特別警戒都道府県に位置づけられる
- 4月27日 - 化学消防ポンプ自動車（Ⅱ型）を購入し、東分署に配置（タンク車と化学車を統合 更新）
- 5月21日 - 京都府域における緊急事態宣言が解除
- 6月1日 - 京都府中・北部地域消防指令センター共同運用に関する確認書締結
- 11月9日 - 京都府中・北部地域消防指令事務協議会を設置
- 2021年3月1日 - 屈折はしご付消防ポンプ自動車を購入し、消防署に配置（更新）
- 同3月7日 - 高規格救急自動車（トヨタハイメディック）を購入し、消防署に配置（更新）
- 4月21日-「福知山市水防センター」運用開始
- 2022年3月18日-高規格救急自動車（トヨタハイメディック）を購入し、北分署に配置（更新）
- 2023年2月1日-高規格救急自動車（トヨタハイメディック）を購入し、東分署に配置（更新）

### 不祥事
- 2020年7月5日 - 福知山消防署東分署の男性消防士（25歳）が5日午前3時20分ごろ、福知山市下天津の国道175号で乗用車を飲酒運転し、ガードレールに衝突する事故を起こした。京都府警福知山署は5日、道交法違反（酒気帯び運転）の疑いで、消防士を逮捕[1]。福知山市消防本部は、男性消防士を懲戒免職処分とした。また消防本部では新型コロナウイルス感染症の感染予防のため、家族や友人など少人数での食事会以外については自粛を呼びかけていたが、男性消防士は市内の飲食店で同僚ら9人との食事会に参加するなど約９時間にわたって飲酒していた。消防本部は食事会に参加した同僚ら4人など合わせて8人についても懲戒処分とした[2]。

## 災害史
- 1950年8月19日 - 小牧大火
  - 集落の3分の1、16戸全焼（2,300m2）
  - 損害額12,437千円
- 1953年9月25日 - 台風13号襲来
  - 由良川の水位が8.1mに達し、市街地全域が水没
  - 死者4名、重軽傷者788名
  - 家屋流失55戸、全壊428戸、半壊1,181戸、床上浸水3,641戸（内2階浸水3,202戸）、床下浸水195戸
  - その他被害総額6,649,424千円
- 1959年9月26日 - 伊勢湾台風襲来
  - 由良川の水位が7.1mに達する
  - 重軽傷者26名
  - 家屋流失4戸、全壊6戸、半壊103戸、床上浸水3,473戸、床下浸水1,644戸
  - その他被害総額1,164,566千円
- 1961年9月16日 - 第二室戸台風襲来
  - 最大瞬間風速43mを記録
  - 死者3名、重軽傷者6名
  - 家屋全壊9戸、半壊67戸
  - その他被害総額162,482千円
- 1962年5月8日 - 内記五丁目大火
  - 農機工場より出火
  - 家屋全焼12戸、半焼3戸、部分焼6戸、焼失面積2,393m2
  - 損害額23,911千円
- 1965年3月31日 - 小牧大火
  - 全焼7戸、部分焼2戸、焼失面積782m2
  - 損害額8,732千円
- 1973年12月13日 - 新町大火
  - 家屋全焼13戸、半焼2戸、部分焼8戸、り災世帯10世帯、り災人員43名、 焼失面積1,929m2
  - 損害額60,708千円
- 1974年2月13日 - 内記六丁目大火
  - 家屋全焼6戸、半焼1戸、部分焼1戸、り災世帯8世帯、り災人員35名、死者1名、負傷者2名、焼失面積730m2
  - 損害額28,130千円
- 1976年5月13日 - 内記四丁目大火
  - 家屋全焼7戸、部分焼3戸、り災世帯3世帯、り災人員20名、焼失面積1,267m2
  - 損害額19,793千円
- 1988年5月24日 - 2時36分西中ノ町建物火災、3時50分駅前町建物火災（道草横町）
  - 両火災で家屋全焼2戸、半焼5戸、部分焼3戸、り災世帯8世帯、り災人員23名、焼失面積709m2
  - 損害額47,302千円
- 1991年6月25日 - JR福知山線 岡踏切列車事故
  - 重症者3名、中等症者16名、軽症者290名
- 2004年10月20日・10月21日 - 台風 23号災害
  - 由良川の水位が7.55ｍに達する
  - 家屋半壊・一部損壊63戸、浸水家屋844戸
  - 被害額4,421,498千円
- 2013年2月14日 - 下紺屋町建物火災
  - 家屋全焼6棟、部分焼6棟、ぼや1棟、り災人員20名、焼失面積802m2
- 2013年8月15日 - 福知山花火大会露店爆発事故
  - 死者3名、負傷者56名
- 2013年9月15日 - 台風18号災害
  - 由良川の水位が8.3ｍに達する
  - 家屋全壊2棟、半壊311棟、床下浸水356棟、大規模半壊19棟、 一部損壊・床上浸水423棟
- 2014年8月16日 -  8月豪雨災害
  - 8月16日～17日にかけて降り続いた観測史上最大の雨による内水被害の発生
  - 家屋床上・床下浸水4,500棟
- 2017年9月17日 - 台風18号災害
  - 家屋一部損壊・床上浸水5棟、床下浸水29棟
- 2017年10月22日 - 台風21号災害
  - 家屋半壊12棟、一部損壊・床上浸水77棟、床下浸水92棟
- 2018年7月3日 - 7月豪雨災害
  - 家屋全壊5棟、半壊39棟、一部損壊・床上浸水208棟、床下浸水493棟

## 組織
- 本部
  - 総務課 - 総務係、消防団係
  - 消防課 - 企画係、施設装備係
  - 通信指令課 - 指令第1係、指令第2係、共同運用係
- 消防署
  - 警防課 - 庶務係、警防係、救急係
  - 予防課 - 予防企画係、予防指導係、危険物係、住民安全係、調査係
  - 警備第1課 - 警備第1係
  - 警備第2課 - 警備第2係
  - 分署 - 警防係、予防係

## 消防署
| 消防署       | 住所         | 分署                             |
| ------------ | ------------ | -------------------------------- |
| 福知山消防署 | 東羽合町46-1 | 東：長田野町3-12-2 北：字牧471-1 |